# Pauline Kamusewu
Pauline Bernadette Kamusewu Olofsson,  mer känd under sitt artistnamn Pauline, född 3 november 1982 i Harare, Zimbabwe, är en svensk sångerska och låtskrivare som växte upp i Brokhult i Älmhults kommun. Hon kom som treåring till Sverige med sin mamma och svenska adoptivpappa.

## Biografi
Kamusewus mor kommer från Zimbabwe och hennes biologiske far från Italien. Modern träffade dock en svensk man som nu är Paulines adoptivfar, och de flyttade till Småland tillsammans 1985. I 14-årsåldern flyttade hon på grund av skilsmässa med modern till Malmö, där hon gick teaterlinjen på Heleneholms gymnasium och kom in på musikens bana genom kompisen Gonza från Advance Patrol.
Pauline slog igenom 2003 med hiten Runnin' Out Of Gaz från albumet Candy Rain, för vilket hon nominerades för en Grammis 2004 och tilldelades Rockbjörnen i kategorin "Årets svenska nykomling". En tilltänkt utlandslansering gick dock om intet och Pauline lämnade sitt skivbolag Universal i besvikelse. Sedan dröjde det till 2009 innan albumet Never Said I Was An Angel släpptes på bolaget Bonnier Amigo. Hon har samarbetat med artister som Infinite Mass, Tingsek och Christian Falk.
Den 7 januari 2010 presenterades hon som den femte jokern i Melodifestivalen 2010. Hon deltog i deltävling 2 i Sandviken den 13 februari 2010 och gick vidare till Andra chansen med låten Sucker for Love. I Andra chansen tävlade hon mot Crucified Barbara, men åkte ut. 27 april 2010 sjöng hon också vid firandet av HV71, som vann SM-guld i den svenska elitserien den 23 april. I januari 2011 underhöll hon med två musikinslag i ett avsnitt av SVT:s På spåret.
Hon har bland annat deltagit i TV4:s Fångarna på fortet och givit svensk röst åt huvudrollen prinsessan Tiana i Disneys långfilm Prinsessan och grodan 2009.
Hon har medverkat i skrivandet av ett flertal låtar med internationell framgång för andra artister, såsom "Shark In The Water" med brittiska V.V Brown. Hon har dessutom sjungit på andra artisters skivor, till exempel Behrang Miris Boken om vårt liv (2009) och Newtones låt Satisfied på albumet This Love's for Real (2016).
På Sveriges nationaldag 2013 sjöng hon Lena Philipssons låt "Kärleken är evig" på Skansen i Stockholm tillägnad Prinsessan Madeleine och hennes blivande man Chris O'Neill.

## Diskografi

### Album
| År   | Information                                                                                                | Sverige |
| ---- | --- | ------- |
| 2003 | Candy Rain - Första studioalbumet - Släppt: 5 september 2003 - Skivbolag: Sonet/Universal - Format: CD     | 12      |
| 2009 | Never Said I Was An Angel - Andra studioalbumet - Släppt: 12 mars 2009 - Skivbolag: Tri-Sound - Format: CD | 26      |

### Singlar
| År   | Låt                         | Sverige | Album                     |
| ---- | --------------------------- | ------- | ------------------------- |
| 2003 | "Running out of gaz"        | 22      | Candy Rain                |
| 2003 | "Answer"                    | 20      | Candy Rain                |
| 2008 | "Never Said I Was An Angel" | 9       | Never Said I Was An Angel |
| 2008 | "Loving you"                | -       | Never Said I Was An Angel |
| 2008 | "Give Me a Call"            | 10      | Never Said I Was An Angel |
| 2010 | "Sucker for Love"           | 11      |                           |
| 2015 | "Beat the World" (Carli)    |         |                           |